# 카상가 학살
카상가 학살은 2025년 2월 12일에 발생한 연합민주군(ADF) 무장대원이 콩고 민주 공화국 북키부주의 루베로도에 있는 마이바 마을에 들어가 최소 70명의 기독교인 민간인을 납치한 사건이다. 납치된 사람들은 이후 북키부주의 카상가에 있는 한 개신교 교회로 끌려가 마체테로 참수당했다. 시신은 2025년 2월 14일에 발견되었다.
유엔 콩고 민주 공화국 안정화 임무(MONUSCO)는 이 학살에 대한 보고를 "미확인" 상태로 간주하는 반면, 바티칸 뉴스는 이 보고가 "확인되었다"고 설명했다.

## 배경
ADF는 우간다 이슬람주의 단체로 1996년에 반란을 일으켰다. 이 반란은 콩고 민주 공화국으로 확산되어 2010년대에 격화되었다. 북키부주에서의 공격에는 2016년 베니에서 발생한 학살이 포함된다. 2010년대 후반, 연합민주군은 이라크 레반트 이슬람 국가(ISIL)와 연계하기 시작했다. 2020년, 무사 발루쿠는 ADF가 더 이상 존재하지 않으며 이슬람 국가 중앙아프리카 지부로 계승되었다고 선포했다. 2023년 1월, 북키부주에서 ADF는 카신디, 마쿠그웨 및 키린데라에서 학살을 자행했다.
2023년 3월, ADF 테러리스트가 북키부주 루베로도의 응굴리 마을에서 벌인 무장 공격으로 9명이 사망하고 여러 명이 실종되었다. 같은 달, 반군들은 북키부주 베니도의 이살레카송웨어구의 카티리 마을에서 민간인들을 인질로 잡았다. 또한 반군은 카바세와 마을과 카루루마 마을 사이에 있는 비룽가 국립공원 내에 거점을 구축했다.

## 공격

### 납치
2025년 2월 12일 오전 4시, ADF 무장대원은 북키부주 루베로도의 마이바 마을에 들어가 주민들에게 집 밖으로 나오라고 명령했다. 무장대원은 즉시 최소 20명의 민간인을 납치하고 떠났다가 오후 6시경 다시 돌아왔다. 돌아온 ADF 무장대원은 마을을 포위하고 추가로 50명의 민간인을 붙잡았다.

### 살해
70명의 사람들이 모두 납치된 후, 그들은 북키부주 루베로도 루베로 근처의 인접 마을 카상가에 있는 개신교 CECA 20 교회로 끌려가 묶인 채 마체테로 처형당했다. 시신은 2025년 2월 14일 교회 안에서 발견되었다.

## 반응
이 공격은 현지 및 국제 언론에서 널리 보도되었으며, 기독교 복음주의 단체인 오픈도어 UK와 같은 기관들은 보고서의 정확성에 대해 "100% 확신한다"고 주장했다. 하지만 콩고 민주 공화국의 유엔 평화 유지 임무단인 MONUSCO는 2025년 2월 24일 성명을 발표하여 해당 보고가 "확인되지 않은 상태로 남아 있다"고 밝혔다. 국제 적십자 위원회는 주장을 확인하거나 부인할 수 없다고 말했다. 성명에서 MONUSCO는 시민 사회 정보원이 마이바 마을의 교회 건물 안에서 여성, 어린이, 노인들을 포함한 70구 이상의 시신을 발견했다고 보고했다고 인정했다. 사망자는 정체불명의 공격자들에 의해 결박된 후 날카로운 무기로 처형된 것으로 알려졌다. 하지만 그들은 "이 보고들은 확인되지 않은 상태로 남아 있다"고 강조했다. 오픈도어 UK와 다른 기독교 옹호 단체들은 이 공격을 해당 지역의 종교 박해 사례로 규정하며 규탄했다.
바티칸 뉴스는 2025년 2월 24일에 가톨릭 교회 지원 단체인 고통받는 교회 돕기(ACN)와 아젠치아 피데스 통신사가 학살을 확인했다고 보도했다.